# خنفساء القلف شبه حرشفية
خنفساء القلف شبه حرشفية (الاسم العلمي: Scolytus subscaber) هو نوع من الحشرات يتبع جنس خنفساء القلف من فصيلة السوسية الحقيقية.